# Dichlorure de (pentaméthylcyclopentadiényl)rhodium dimérique
Le dichlorure de (pentaméthylcyclopentadiényl)rhodium(III) dimérique est un composé chimique de formule [(η5-C5(CH3)5RhCl(µ-Cl))]2, souvent écrite [Cp*RhCl2]2. Il se présente sous la forme d'un solide rouge diamagnétique stable au contact de l'air et utilisé comme réactif en chimie organométallique. Il s'agit d'un dimère de complexes en tabouret de piano à base de rhodium(III) et de ligands pentaméthylcyclopentadiényle C5(CH3)5−, souvent notés Cp*. Les deux monomères sont unis par des ligands chlorure pontants. Chaque centre métallique présente une géométrie pseudo-octaédrique, avec une symétrie idéalisée C2h.

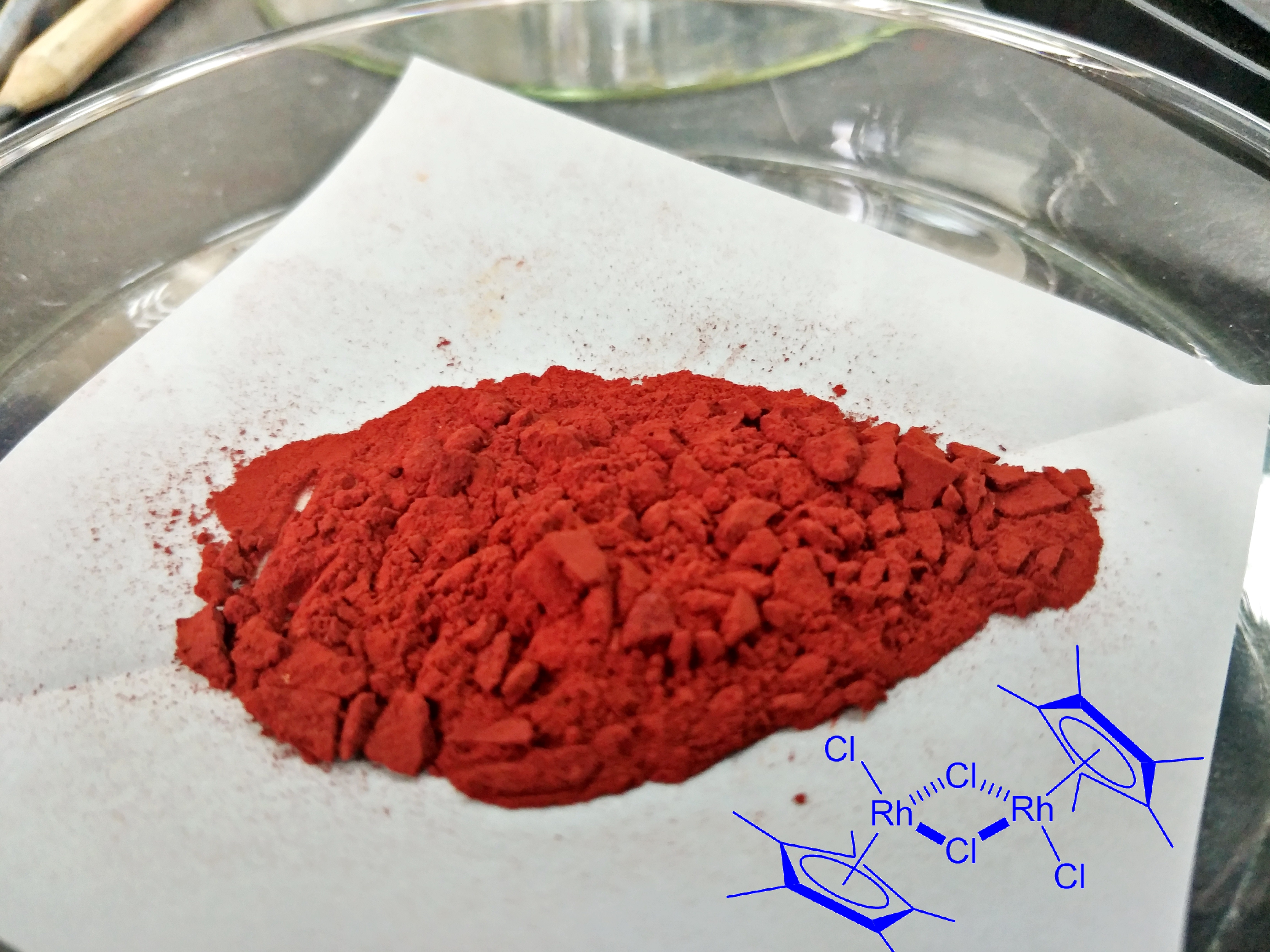
Échantillon de [Cp*RhCl2]2.

On peut l'obtenir par réaction du trihydrate de chlorure de rhodium(III) RhCl3(H2O)3 avec le pentaméthylcyclopentadiène C5(CH3)5H dans le méthanol chaud, ce qui forme un précipité du dimère :
2 Cp*H + 2 RhCl3(H2O)3 ⟶ [Cp*RhCl2]2↓ + 2 HCl + 6 H2O.
Il a été obtenu pour la première fois à partir de RhCl3(H2O)3 et de benzène de Dewar hexaméthyle C6(CH3)6 :
Sa chimie est semblable à celle de son analogue dichlorure de (pentaméthylcyclopentadiényl)iridium dimérique [(η5-C5(CH3)5IrCl(µ-Cl))]2.